# Adenauerplatz (metrostation)
Adenauerplatz is een station van de metro van Berlijn, gelegen onder het gelijknamige plein in de Kurfürstendamm in het Berlijnse stadsdeel Charlottenburg. Het werd op 28 april 1978 geopend aan het eerste deel van de noordwestelijke verlenging van de U7. Met het oog op een toekomstige metrolijn onder de Kurfürstendamm werd station Adenauerplatz als gepland overstapstation groter uitgevoerd dan gebruikelijk.
Het metrostation is gelegen in een flauwe bocht en heeft een eilandperron. Trappen en roltrappen in het midden van het perron leiden naar een zeer ruime stationshal, die vrijwel de gehele oppervlakte van de Adenauerplatz bestrijkt en waarin ook enkele winkels gevestigd zin. Het door Rainer Rümmler ontworpen station wordt gedomineerd door de kleuren geel, wit en zwart en onderging in 2004 een renovatie.

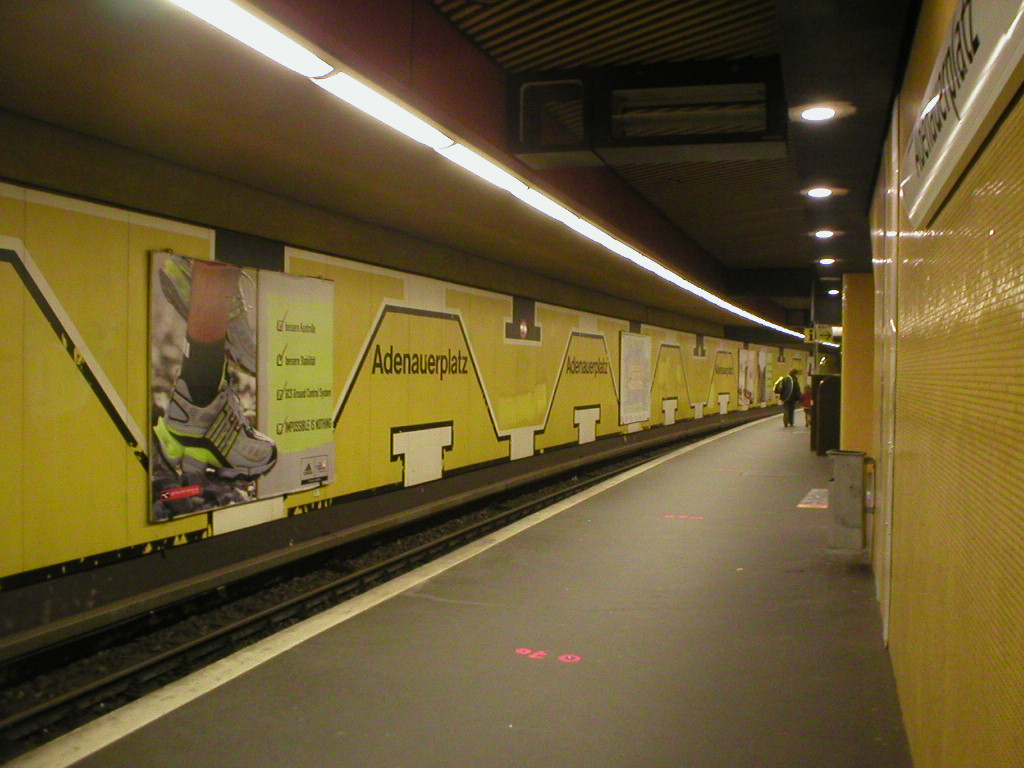
Perronhal in 2004, voor de renovatie

Tegelijkertijd met de bouw van het station werd een extra niveau in ruwbouw aangelegd. Dit ongebruikte station ligt kruislings onder het perron van de U7 en is bestemd voor de westelijke verlenging van de U1 vanaf de Uhlandstraße. Deze verlenging was reeds bij de aanleg van de lijn naar Uhlandstraße in 1913 gepland en is nu voorzien als onderdeel van de nieuwe lijn U10. Wanneer en of deze metrolijn en het spookstation onder de Adenauerplatz in gebruik zullen komen is echter nog niet bekend.